# Xirivella
Pour l'homme politique valencien, voir Juan Ramón Oliver Chirivella.
Xirivella, en valencien et officiellement, (Chirivella en castillan), est une commune d'Espagne de la province de Valence dans la Communauté valencienne. Elle est située dans la comarque de l'Horta Oest et dans la zone à prédominance linguistique valencienne.

## Géographie

Localisation de Xirivella
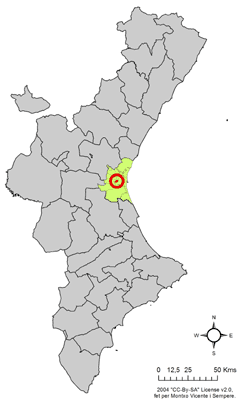
dans la Communauté valencienne.
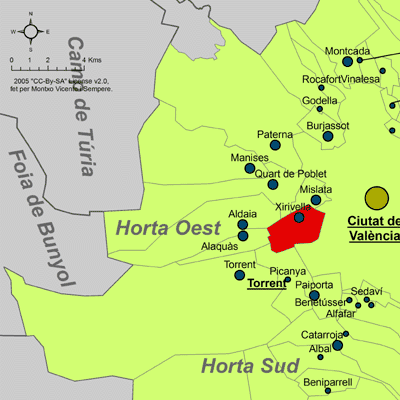
dans la comarque de l'Horta Oest.

Xirivella fait partie de la comarque historique de l'Horta de Valence.

### Localités limitrophes
Le territoire municipal de Xirivella est voisin de celui des communes suivantes :
Alaquàs, Aldaia, Quart de Poblet, Mislata, Picanya et Valence, toutes situées dans la province de Valence.

## Démographie
| 1857   | 1887   | 1900   | 1910   | 1920   | 1930  | 1940  | 1950  | 1960  | 1970   | 1981   | 1991   |
| ------ | ------ | ------ | ------ | ------ | ----- | ----- | ----- | ----- | ------ | ------ | ------ |
| 1.374  | 1.325  | 1.429  | 1.655  | 1.727  | 2.413 | 2.981 | 4.707 | 9.250 | 20.063 | 24.124 | 26.103 |
| 2000   | 2006   | 2007   | 2010   | 2013   |       |       |       |       |        |        |        |
| 26.053 | 30.123 | 30.212 | 30 910 | 29 796 |       |       |       |       |        |        |        |

## Politique et administration
La ville de Xirivella comptait 29 108 habitants aux élections municipales du 26 mai 2019. Son conseil municipal (en espagnol : Pleno del Ayuntamiento) se compose donc de 21 élus.
Faisant partie de la banlieue rouge de Valence, la municipalité a été principalement dirigée par le Parti socialiste depuis 1979.

### Maires
| Mandat    | Maire | Maire                                               | Parti     | Majorité |
| --------- | ----- | --------------------------------------------------- | --------- | -------- |
| 1979-1983 |       | José Vicente Catalá Pastor                          | PSOE      | 8 / 21   |
| 1983-1987 |       | Santiago Clariana Gaspar                            | PSOE      | 13 / 21  |
| 1987-1991 |       | Juan José Teruel Morales                            | PSOE      | 10 / 21  |
| 1991-1995 |       | Josep Santamaría (ca)                               | PSOE      | 11 / 21  |
| 1995-1999 |       | Josep Santamaría (ca)                               | PSOE      | 9 / 21   |
| 1999-2003 |       | Josep Santamaría (ca)                               | PSOE      | 11 / 21  |
| 2003-2007 |       | Josep Santamaría (ca) Josep Soriano Martínez (2004) | PSOE      | 10 / 21  |
| 2007-2011 |       | Josep Soriano Martínez                              | PSOE      | 10 / 21  |
| 2011-2015 |       | Enrique Orti Ferre                                  | PP        | 11 / 21  |
| 2015-2019 |       | Michel Montaner Berbel                              | PSOE      | 6 / 21   |
| 2015-2019 |       | Ricard Barbera Guillém                              | Compromís | 4 / 21   |
| 2019-2023 |       | Michel Montaner Berbel                              | PSOE      | 9 / 21   |
| 2023-2027 |       | Paqui Bartual                                       | PP        | 9 / 21   |

## Personnalités liées à la commune
- Isabel García Sánchez (1968-), femme politique et ancienne conseillère municipale, ancienne directrice de l'Institut des femmes[6].

### Sources
- (es) Cet article est partiellement ou en totalité issu de l’article de Wikipédia en espagnol intitulé « Xirivella » (voir la liste des auteurs).
- (es) Varaciones de los municipios de España desde 1842, Ministerio de administraciones públicas, octobre 2008, 364 p. (lire en ligne) [PDF]